# Volkswagen Phideon
La Volkswagen Phideon est un véhicule de type limousine  du constructeur automobile allemand Volkswagen vendu depuis 2016 exclusivement en Chine. La Phideon y est produite par une coentreprise liant Volkswagen AG et le constructeur SAIC. Elle remplace la Volkswagen Phaeton, uniquement sur le marché chinois. 
La Phideon est dévoilée au Salon de Genève 2016. Son prix s'échelonne de 48 000€ à 89 600 € (sans options).

## Histoire
En 2016, Volkswagen décide de remplacer la Phaeton. La firme allemande souhaite créer une limousine encore plus prestigieuse que la Phaeton, tout en alliant luxe et performance.
Fin 2016 la Phideon est née. Elle n'est vendue qu'en Chine. Depuis 2017, une version hybride rechargeable GTE est disponible.

## Motorisations
La Phideon est préposée avec deux moteurs :
- V6 3.0l de 300 cv
- 4 cylindres en ligne turbo de 224 cv.

## Équipements
Les équipements livrés en série sont les suivantes :
- Réfrigérateur
- Intérieur cuir
- Tableau de bord imitation bois
- Climatisation automatique 4 zones
- Système de navigation professionnel
- Affichage tête haute
- Vision nocturne
- Détecteur de piétons
- Appel d'urgence intelligent
- Horloge
- Chargeur de téléphone par induction
- Compteurs semi numériques
- Mode performance

## Références

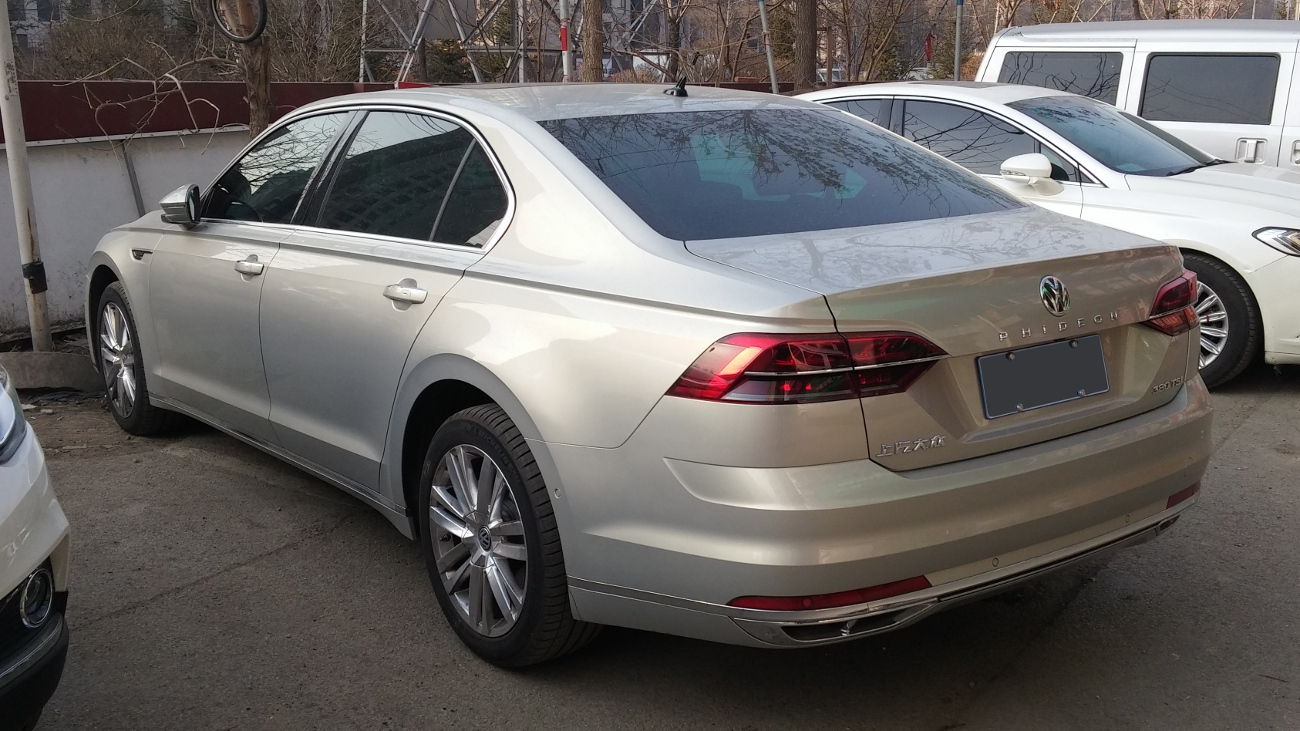
VW Phideon vue de derrière